# Malajski ljuskavac
Malajski ili javanski ljuskavac (lat. Manis (Paramanis) javanica) je životinjska vrsta iz porodice Manidae.
Javlja se u jugoistočnoj Aziji, uključujući i države kao što su: Tajland, Indonezija, Vijetnam, Laos, Kambodža, Malezija i Singapur. Živi u šumi i provodi većinu svog vremena u hranjenju ili spavanju na stablima.
Malajski ljuskavac ima dužinu glave i tijela od 65 cm. Rep je oko 56 cm dug. Ljuskavac teži do 10 kilograma. Koža je gusta i prekrivena ljuskama. Iz kože rastu male dlačice. Pandže su jake i imaju sjajne nokte, kojima kopa u potrazi za mravima ili termitima. U ustima nema zube. Jezik je dug i ljepljiv, tako da njime pridržava mrave i termite.
Prirodni neprijatelji malajskoga ljuskavca najviše su: javanski tigar i oblačasti leopard.
Obično ima jedno ili dva mladunca godišnje. Prva tri mjeseca života, roditelji se brinu za mladunce. Odrasle jedinke obično žive osamljene te su aktivni noću.
Kada je u opasnosti, ljuskavac se zakotrlja u lopticu.